# Jan Nádherný z Borutína (1884–1913)
Jan Nádherný z Borutína (21. března 1884, Vrchotovy Janovice – 28. května 1913) byl šlechtic z rodu Nádherných z Borutína.

## Život
Jeho dětství trávené se sourozenci Karlem a Sidonií bylo idylické, skončilo však náhlou smrtí otce. V roce 1897 nastoupil s bratrem Karlem na studia do Prahy na Strakovu akademii. Tuhý školní režim mu nevyhovoval a matka jej s bratrem přesunula na německé gymnázium na Malé Straně, kde v roce 1903 odmaturoval.

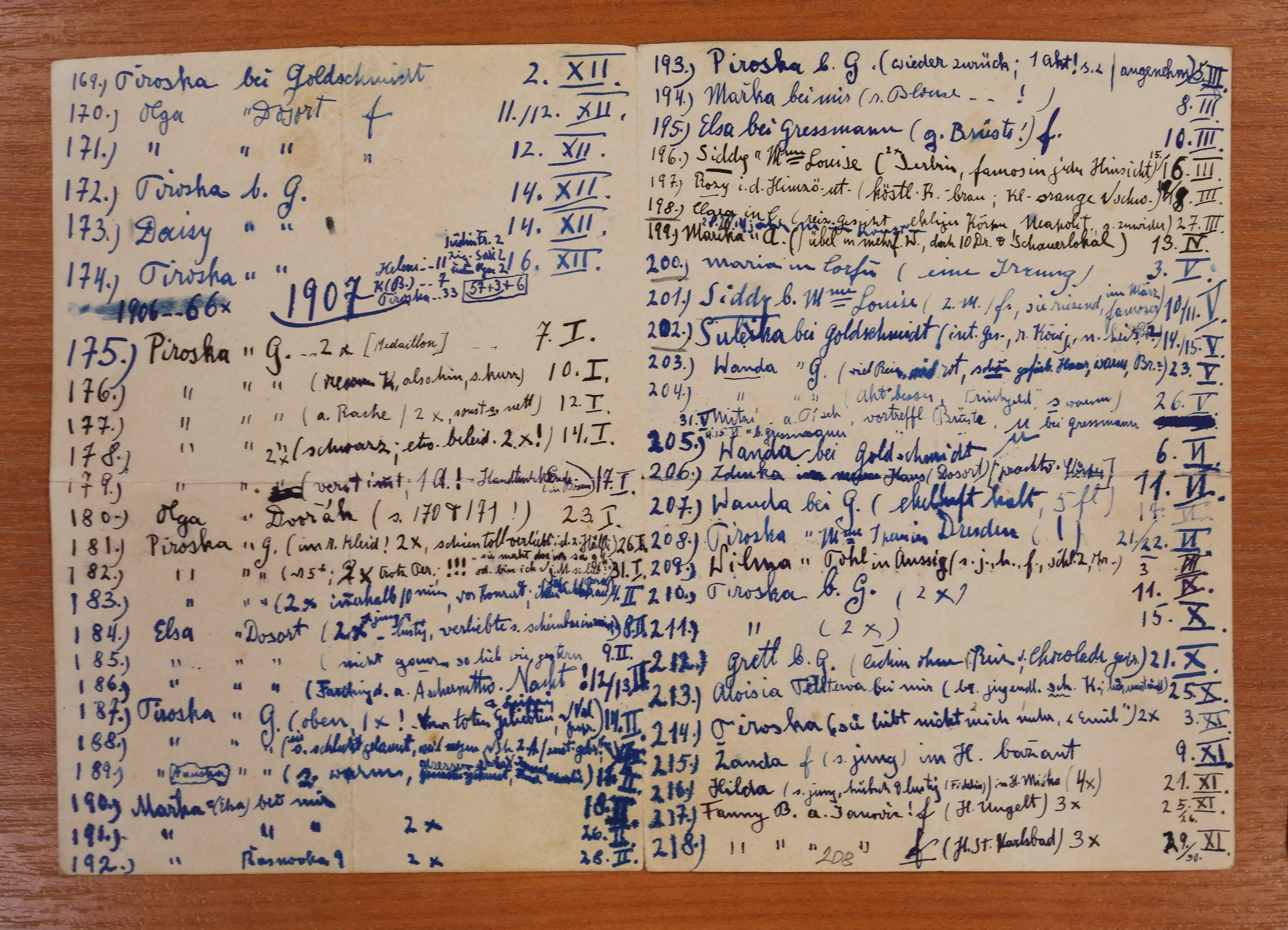
Poznámky Jana Nádherného o milostných vztazích z roku 1907. SOA v Praze.

Po maturitě začal studovat na pražské německé univerzitě filozofii a dějiny umění. Někdy v roce 1907 onemocněl kapavkou, kterou se podařilo vyléčit, avšak v roce 1908 mu byl diagnostikován syfilis. Ve stejném roce ukončil studium. Po smrti matky v roce 1910 převzal správu janovického panství. V roce 1913 spáchal sebevraždu.

### Spolkový život
- Jan Nádherný byl členem Svazu pro ochranu mateřství, který usiloval o zlepšení životních podmínek svobodných matek.
- Spolku pro reformu manželského práva - prosazoval uzákonění civilního sňatku
- Byl členem Společnosti pro potírání pohlavních chorob - sídlila v Berlíně

### Rodina
Jeho otec byl baron Karel Nádherný z Borutína (rodným jménem: Karel Boromejský Jan Ludvík Nádherný z Borutína, německy Carl Ludwig Nadherny, 1849–1895), Matka, Amelie Kleinová rozená svobodná paní z Wiesenbergu (1854–1910). Měl dva sourozence, dvojčata Sidonii a Karla.